# Pepeo
Pepeo ili lug fini je prah koji ostaje nakon izgaranja neke tvari. Pepeli poput onoga koji nastaje izgaranjem drveta mogu biti korisni i upotrebljavati se u poljoprivredi. i u proizvodnji sapuna. Može ga se upotrebljavati za čišćenje masnoća s poroznih površina kao što su cement i asfalt. Svjetska zdravstvena organizacija preporučuje pepeo ili pijesak kao alternativu kada sapun nije dostupan.

## Etimologija
prasl. *pepelъ (rus. pépel, polj. popiół), lit. pelenai ← ie. *pel-/*pl- (lat. pollen: prah, grč. pálē: prašina)

## Kemijski sastav
S kemijskog gledišta sadržaj pepela mjeri udio minerala u živim bićima. Međutim, te dvije vrijednosti nisu identične jer mineralna tvar također reagira tijekom izgaranja i na taj način može doživjeti povećanje ili smanjenje težine. Pepeo se sastoji uglavnom od oksida i (bi) karbonata različitih metala, na pr. B. CaO, Fe 2 O 3, MgO, MnO, P 2 O 5, K 2 O, SiO 2, Na 2CO 3, NaHCO 3 itd.
Što je temperatura pečenja veća, to je sadržaj karbonata niži, jer oni nastavljaju reagirati i stvaraju okside, oslobađajući CO 2 .Kao rezultat toga, pri sagorijevanju drva istim gorivom, ovisno o vrsti peći, ostaje više pepela ( npr. pečenje rešetki) ili manje ( osnovne peći ili peći za sušenje ). Ako je temperatura u vatri toliko visoka da se dijelovi pepela otope i postanu mekani i tijestasti, tijekom hlađenja sinteriranjem stvara se porozna ili staklasta, ali čvrsta masa. To se naziva i troskom. Točka omekšavanja pepela obično je između 900 i 1200 ° C, ovisno o komponentama.
Određivanje sadržaja pepela predstavlja test za čistoću organskih tvari i propisan je u nekoliko monografa u Ph. Eur. Vrsta brašna navedena na svakom pakiranju brašna za pečenje, na primjer "Tip 700", opisuje sadržaj pepela u miligramima na 100 grama suhog brašna i mjera je stupnja mljevenja ili sadržaja dijelova ljuske bogate mineralima.
U analizi hrane mogu se iz sadržaja pepela izvući zaključci o čistoći ili razrjeđenju ili produženju voćnih sokova, jer je sadržaj pepela u nerazrijeđenim sokovima unutar poznatih stalnih granica.

## Vrste pepela
- Drveni pepeo
- Produkti izgaranja ugljena
  - Donji pepeo
  - Leteći pepeo, produkt izgaranja ugljena
  - Povjetarac, pepeo od spaljivanja gradskog smeća
- Cigareta ili pepeo cigara
- Donji pepeo za spaljivanje, oblik pepela proizveden u spalionicama
- Pepeo i osušeni ulomci kostiju ili "kremaini", ostavljeni od kremacije
- Vulkanski pepeo, pepeo koji se sastoji od stakla, stijena i drugih minerala koji se pojavljuju tijekom erupcije, crno tlo koje je posljedica vulkanske erupcije i sadrži pepeo i drugi vulkanski materijal.

## Prirodna pojava
Pepeo nastaje prirodno iz bilo koje vatre koja pali vegetaciju - zapaljenjem od groma, vulkanskom aktivnošću ili drugim procesima. Pepeo se na kraju može raspršiti u tlu kako bi postao plodan, ili može ostati netaknut pod zemljom dugo vremena - čak i dovoljno dugo da se pretvori u ugljen.